# Stefan Grundmann (Footballspieler)
Stefan Grundmann (* 1977) ist ein ehemaliger deutscher Footballspieler.

## Laufbahn
Grundmann spielte bis 2002 für die Munich Cowboys, dann für die Franken Knights sowie die Schwäbisch Hall Unicorns, 2006 folgte die Rückkehr zu den Cowboys nach München. Der 1,84 Meter große Grundmann kam in der Offensive Line zum Einsatz. Ende Mai 2008 wurde Grundmann das Silberne Lorbeerblatt verliehen.
Als Trainer gehörte er später zum Stab der Nürnberg Rams.
Als Mitglied der deutschen Nationalmannschaft wurde er 2001 Europameister, bei der Weltmeisterschaft 2003 gewann er mit der Auswahlmannschaft Bronze. 2005 wurde er mit Deutschland EM-Zweiter sowie im selben Jahr Sieger der World Games in Duisburg.